# Église Sainte-Thérèse-de-l'Enfant-Jésus de Geispolsheim
L'église Sainte-Thérèse-de-l'Enfant-Jésus est un monument historique situé à Geispolsheim, dans le département français du Bas-Rhin.

## Localisation
Ce bâtiment est situé rue de la Liberté à Geispolsheim.

## Historique
L'édifice fait l'objet d'une inscription au titre des monuments historiques depuis 2002.